# Карлос, король и император
«Карлос, король и император» (исп. Carlos, rey emperador) или «Император Карлос» — испанский исторический телесериал 2015 года, рассказывающий о жизни короля Испании и императора Священной Римской империи Карла V. Главные роли в нём сыграли Альваро Сервантес, Альфонсо Бассаве, Марина Салас

## Сюжет
Действие сериала происходит в XVI веке. Юный король Испании Карлос в 1517 году впервые прибывает в своё королевство. В последующие годы он становится императором Священной Римской империи, пытается победить Францию и протестантов, борется с мусульманской угрозой, а параллельно переживает разного рода семейные драмы. В 1555 году Карлос отрекается от власти и спустя несколько лет умирает в монастыре.
«Карлос» стал продолжением «Изабеллы» — ещё одного испанского сериала, рассказывающего о бабке Карла V.

## В ролях
- Альваро Сервантес — Карл V
- Альфонсо Бассаве — Франциск I
- Марина Салас — Элеонора Австрийская
- Феликс Гомес — Фернандо Альварес де Толедо Альба
- Эрик Бальбас — Фердинанд I
- Даниэль Перес Прада — Анн де Монморанси
- Хосе Луис Гарсия Перес — Эрнан Кортес
- Суси Санчес — Луиза Савойская
- Рамон Бареа — Фадрике Альварес де Толедо Альба
- Виктор Клавихо — Франсиско Борджа

## Список серий
| Номер | Название                            | Дата показа      | Зрителей (в миллионах) |
| 1     | «El extranjero»                     | 7 сентября 2015  | 2.783 (15.6%)          |
| 2     | «La rapiña»                         | 14 сентября 2015 | 2.606 (14.0%)          |
| 3     | «O César o nada»                    | 21 сентября 2015 | 2.553 (13.5%)          |
| 4     | «El imperio a subasta»              | 28 сентября 2015 | 2.564 (13.4%)          |
| 5     | «Un reino en llamas»                | 5 октября 2015   | 2.259 (11.4%)          |
| 6     | «La herejía y la guerra»            | 12 октября 2015  | 2.285 (12.5%)          |
| 7     | «El arduo camino hacia la victoria» | 19 октября 2015  | 2.271 (11.7%)          |
| 8     | «La prisión de un Rey»              | 26 октября 2015  | 2.301 (12.1%)          |
| 9     | «Una larga luna de miel»            | 2 ноября 2015    | 1.988 (10.1%)          |
| 10    | «El apestado»                       | 9 ноября 2015    | 2.077 (10.4%)          |
| 11    | «Todos debemos ser uno»             | 16 ноября 2015   | 1.917 (9.7%)           |
| 12    | «Los demonios»                      | 23 ноября 2015   | 1.925 (11,5%)          |
| 13    | «De amor y muerte»                  | 23 ноября 2015   | 1.925 (11,5%)          |
| 14    | «Educando a Felipe»                 | 11 января 2016   | 1.826 (9.3%)           |
| 15    | «La sucesión»                       | 18 января 2016   | 1.773 (9.0%)           |
| 16    | «Deseo de ser nadie»                | 25 января 2016   | 1.891 (11.4%)          |
| 17    | «Padre»                             | 25 января 2016   | 1.891 (11.4%)          |

## Восприятие
Обозреватель «Кинопоиска» охарактеризовал «Карлоса» как «длиннейший и довольно милый байопик… Хороший, дорогой, с роскошными костюмами, но совершенно неотличимый от „Изабеллы“, хоть действие в нем и происходит через поколение». Сериал не имел особого успеха у зрителей. Его создатели из-за низких рейтингов не стали снимать продолжение, сериал о Филиппе II.